# 奇脉
奇脉（Pulsus paradoxus），是吸气期间收缩压和脉博异常的大幅度下降。正常情况下，收缩压下降不超过10mmHg。然而，当收缩压下降的程度超过10mmHg，即称为奇脉。奇脉与脉率和心率无关。在呼吸周期中，血压在吸气时下降，在呼气时升高。奇脉的出现与机体的多种状况相关，包括心肌填塞，心包炎，慢性睡眠呼吸暂停，阻塞性肺疾病（如：哮喘，COPD）。
奇脉特殊在于，在临床检查中，一个人能听到心音却触不到桡动脉脉博，这是由于血压的显著下降导致的，并且可以伴随着颈静脉压的升高（庫司毛耳氏徵象）。同时由于吸气时左心室射血的减少心率可以轻微的上升。

## 检查方法

### 脉搏触诊法
触诊脉搏，注意脉搏强度与呼吸周期的关系。存在明显奇脉时，吸气相的脉搏强度减弱，甚至消失。

### 无创血压计法
以Korotkoff听诊法行无创血压测量，将袖带压力加压到血管杂音完全消失后，缓慢释放压力，直到首次听到仅在呼气相出现的血管杂音，记为SBP1。继续缓慢释放压力，直到首次出现呼气相和吸气相均可闻及的血管杂音，记为SBP2。
SBP1-SBP2＞10mm Hg，则为奇脉。

## 机制
吸气时胸腔内的负压增加，使得胸腔内的大静脉扩张，返回右心的血流量增加；右心室的充盈增加，可将室间隔推向左心室，减少左心室的充盈。此外，吸气时肺血管床扩张，肺静脉血流量随之减少，左心室的充盈量进一步下降。最终，（左）心搏出量降低，导致收缩压下降。
在病理情况下，这一效应变得明显，形成奇脉。

## 临床意义
见于下列疾病：
- 引起吸气时胸腔内负压显著增加的疾病：慢性阻塞性肺疾病、支气管哮喘。
- 限制心脏扩张的疾病：如心脏压塞、限制型心肌病，缩窄性心包炎。